# Istro-Roemeens
Het Istro-Roemeens is een Oost-Romaanse taal die sterk verwant is aan het Roemeens en gesproken wordt in een paar dorpen op oostelijk Istrië, een schiereiland in Zuid-Europa. De taal wordt nog maar door hooguit duizend mensen gesproken en wordt dan ook ernstig in haar voortbestaan bedreigd.
Het Istro-Roemeens is in de Roemeense diaspora tijdens de Middeleeuwen ontstaan, net als het in enclaves op de zuidelijke Balkan te vinden Aroemeens. Het is goed onderling verstaanbaar met het Roemeens uit Roemenië en kan op taalkundige gronden gemakkelijk als een dialect van die taal beschouwd worden.
Men moet het Istro-Roemeens, als taal van oorspronkelijk nomadische herders, die in de 19de eeuw over de gehele Balkan verspreid in dorpen een vaste vestigingsplaats gingen zoeken, niet verwarren met het eveneens Oost-Romaanse Istriotisch, een taal die zich na de val van het Romeinse Rijk in situ dat wil zeggen ter plaatse uit het Latijn ontwikkeld heeft. De Istro-Roemenen wonen in de noordelijkste van deze Aromoense dorpen, die zich overigens taalkundig grotendeels hebben aangepast aan hun omgeving, voor zover zij in moderne tijd niet zijn opgeheven na vertrek van hun bewoners naar de steden.

## Istro-Roemeense woorden
Istro-Roemeense woorden vergeleken met Roemeense woorden:
| Istro-Roemeens    | Roemeens                  | Nederlands            |
| ----------------- | ------------------------- | --------------------- |
| ur                | unu                       | één                   |
| doi               | doi                       | twee                  |
| trei              | trei                      | drie                  |
| påtru             | patru                     | vier                  |
| cinc              | cinci                     | vijf                  |
| şåse              | şase                      | zes                   |
| şåpte             | şapte                     | zeven                 |
| opt / osun        | opt                       | acht                  |
| devet             | nouă                      | negen                 |
| zeace             | zece                      | tien                  |
| lur / ponedil'ak  | luni                      | maandag               |
| utorek            | marţi                     | dinsdag               |
| sredu             | miercuri                  | woensdag              |
| cetrtoc           | joi                       | donderdag             |
| virer / petuc     | vineri                    | vrijdag               |
| simbota / sâmbătă | sâmbătă                   | zaterdag              |
| dumireca          | duminică                  | zondag                |
| Cum ie? - Bire.   | Cum e? / Ce faci? - Bine. | Hoe gaat het? - Goed. |
| Bura zi.          | Bună ziua.                | Goedendag             |

Plaatsen in Istrië: Banjole · Bertoki · Buje · Buzet · Fažana · Hum · Izola · Jagodje · Koper · Koromačno · Labin · Lucija · Medulin · Motovun · Muggia · Novigrad · Pazin · Peroj · Piran · Portorož · Poreč · Premantura ·  Pula · Rabac Luka · Ravni · Roč · Rovinj · Savudrija · Škocjan · Stalije · Štinjan · Trget · Umag · Višnjan · Vodnjan · Vrsar
Taal in Istrië: Čakavisch · Istriotisch · Istro-Roemeens · Italiaans · Sloveens · Kroatisch · Venetiaans
Andere artikelen over Istrië: Golf van Triëst · Istrische Democratische Assemblee · Italianisering · Baai van Koper · Baai van Muggia · Baai van Piran · Kvarner · Lim · Mario Andretti · Nino Benvenuti · Sergio Endrigo · Učka